# Diccionario bio-bibliográfico de escritores
El Diccionario Bio-bibliográfico de Escritores es una obra enciclopédica de Antonio Couceiro Freijomil en lengua española. Se trata de una referencia biobibliográfica de diferentes autores literarios que publicaron en Galicia. Fue editada entre 1951 a 1954 en Santiago de Compostela por la Editorial de los Bibliófilos Gallegos, dentro de la colección Enciclopedia Gallega. Incluye 4169 entradas.

## Características
La obra es muy completa y abarca desde autores medievales como Meendiño hasta autores contemporáneos cómo Xesús Ferro Couselo, Ramón Cabanillas o Gonzalo Torrente Ballester. Cuenta con un prólogo de Francisco Javier Sánchez Cantón, presidente del consejo de la editorial y compañero de Couceiro Freijomil en el Instituto Padre Sarmiento. Además, Couceiro Freijomil preparó un prólogo para ser publicado en el Faro de Vigo en el centenario del periódico, pero permanece inédito.
La obra está estructurada en tres volúmenes por orden alfabética:
- I (de Ramón Abancéns a Joaquín Ezquerra del Bayo); publicada en julio de 1951, tiene 404 páginas y 1130 entradas.
- II (de Manuel Fabeiro Gómez a José María Ozores de Prado); publicada en octubre de 1952, tiene 530 páginas y 1515 entradas.
- III (de Antonio Pacheco Bermúdez a Emilio Zurano Muñoz); publicada en noviembre de 1954, tiene 548 páginas y 1524 entradas.

Estaba prevista la publicación de forma periódica de varios apéndices con las oportunas adiciones; sin embargo, el autor falleció poco después de la publicación del tercer tomo.
Si bien la obra fue escrita y publicada durante el franquismo, época en la que existía la censura, es relevante la desviación en la elección de los autores y autoras, así como de las obras mencionadas. Cid Fernández entiende que Couceiro Freijomil tenía una postura controvertida respeto al nacionalismo gallego, negando las contribuciones políticas y limitándose a la corriente cultural del regionalismo, con una visión idealizada de los sentimientos de "amor a la tierra" Según Miguélez Carballeira, el propósito del Diccionario Bio-bibliográfico de escritores era "restaurar durante la dictadura fascista los discursos coloniales de preguerra sobre Galicia", "los valores de la identidad gallega, dócil y sentimental, do velho regionalismo". Ya en su obra El idioma gallego (1935) Couceiro Freijomil se muestra contrario a mencionar los poetas de vanguardia gallegos, señalando un cisma entre "la Galicia saudosa" y "la de los vates rebeldes"
Se omiten obras de Castelao como Sempre en Galiza, y se califica como defecto el anticlericalismo de Curros Enríquez en la obra El divino sainete. De Darío Álvarez Limeses, Alexandre Bóveda, Roberto Blanco Torres, Johán Carballeira o Manuel Lustres Rivas entre otros se dice que murieron por consecuencia de los sucesos nacionales. De autores que tuvieron que exiliarse como Basilio Álvarez o Gerardo Álvarez Gallego se dice que emigraron.
No obstante, se incluye autores que dejaron escritos no solo de carácter literario, sino de cualquiera otro tipo, teología, jurisdicción, o medicina. Se incluyen personalidades religiosas -especialmente de la Orden franciscana- que no escribieron nada, como Sancho de Figueroa Andrade o García Blanes. Incluso aparece incluido el propio Francisco Franco, destacando su carrera militar y política.